# Любовь: Инструкция по применению
«Любовь: Инструкция по применению» (итал. Manuale d'amore 3) — фильм в жанре мелодрамы с элементами комедии режиссёра Джованни Веронези. Снят в Италии в 2011 году.

## Сюжет
Фильм состоит из трёх новелл о любви в разном возрасте. Все персонажи условно связаны между собой «сквозным» героем — таксистом по имени Купидон (Витторио Эмануеле Пропицио).
Эпизод первый — «Молодость». 
Юрист ипотечной компании Роберто (Риккардо Скамарчо) незадолго до своей свадьбы отправляется в служебную поездку. В провинциальном городке Тосканы, жители которого откровенно причудливы, он знакомится и страстно влюбляется в молодую скучающую красавицу Миколь (Лаура Кьятти), с которой он изменил своей невесте. Он мечется, думает, что делать дальше. Узнав, что Миколь замужем за уже пожилым человек, он стоит перед выбором сбежать с ней или остаться с невестой. В финале чувства к невесте Саре (Валерия Соларино) оказываются сильнее.
Эпизод второй — «Зрелость». 
Успешный ведущий телевизионного канала TG La7 Фабио (Карло Вердоне) — любящий муж и отец, после 25 лет брака увлекается Элианой (Донателла Финокьяро), женщиной живущей своим необычным внутренним миром, иногда далеко выходящего за рамки принятой морали.
Эпизод третий — «После». 
Адриан (Роберт Де Ниро), профессор истории искусств из США, после разрыва с любимой ранее женщиной переезжает в Рим, где очень скоро чувствует своё полное одиночество. Человеческое участие в его судьбе оказывает швейцар отеля Августо (Микеле Плачидо). Он приводит профессора в свой дом и знакомит с семьёй. Адриан влюбляется в дочь Августо Виолу (Моника Беллуччи), забывая про возраст и больное сердце. Вскоре у пары рождается ребёнок.

## В ролях
- Риккардо Скамарчо — Роберто
- Валерия Соларино — Сара
- Лаура Кьятти — Миколь
- Карло Вердоне — Фабио
- Донателла Финокьяро — Элиана
- Роберт Де Ниро — Адриан
- Микеле Плачидо — Августо
- Моника Беллуччи — Виола
- Витторио Эмануеле Пропицио — таксист Купидон

## Художественные особенности и критика
Итальянская критика относит ленту к разряду качественного, но абсолютно развлекательного кино, которое уже в третий раз успешно эксплуатирует раскрученную «любовную» франшизу кинокомпании Filmauro и режиссёра Джованни Веронези. Критиками российского издания Time Out фильм позиционируется как «довольно стандартный сборник из трёх новелл, посвященный теме „Любви все возрасты покорны“». В обозрении ИД Коммерсантъ творческая работа Де Ниро оценена высоко и названа «реабилитацией за глупейшие голливудские комедии, в которых он с завидным постоянством участвует в последние годы». Австралийский кинокритик Саймон Уивинг, напротив, считает, что актёр далёк от своей лучшей формы, а голос звучит тускло и невыразительно.

## Награды
Донателла Финокьяро получила национальную кинематографическую премию Италии Kineo Award за исполнение лучшей женской роли.

## Дополнительная информация
В 2005 году Джованни Веронези снял кинофильм «Manuale d'amore» (в российском прокате «Учебник любви»), а в 2007 году — «Manuale d'amore 2 (Capitoli successivi)» (в российском прокате «Учебник любви: Истории»), также состоящие из нескольких новелл. Картины международного успеха не имели.